# Banzendorf
Banzendorf ist ein Ortsteil der Gemeinde Lindow (Mark) im Landkreis Ostprignitz-Ruppin  im Land Brandenburg. Hier lebten im Jahre 2001 173 Einwohner.

## Geographie
Banzendorf liegt sieben Kilometer nördlich von Lindow (Mark). Die Gegend um Banzendorf ist hügelig, im Südwesten befindet sich die Dierberger Heide.

## Geschichte
Die Ortschaft Banzendorf wird das erste Mal im Jahre 1365 erwähnt. Der damalige Name war „casa Banzendorp“. Um 1490 gehörte Banzendorf zur im Kern reichsunmittelbaren Herrschaft Ruppin der Grafen von Lindow-Ruppin. Banzendorf gehörte vor 1541 zum Kloster Lindow. Von 1541 bis 1764 gehörte Banzendorf zum Amt Lindow (Mark), von 1764 bis 1872 zum Amt Alt Ruppin. Ab 1992 gehörte die Gemeinde zum Amt Lindow (Mark), bis sie 2003 ein Ortsteil von Lindow (Mark) wurde. 
Im Dreißigjährigen Krieg traten in Banzendorf große Schäden auf, so waren 1652 von 25 Höfen 13 wüst. Im Jahre 1665 brannte ein Großteil des Ortes ab. Zu einem starken Wachstum kam es im 19. Jahrhundert. Zählte man 1805 242 Einwohner, so stieg deren Zahl bis 1840 auf 318. 1858 lebten bereits 405 Einwohner im Dorf. 1953 wurde die LPG Typ I gegründet, im Jahre 1960 bestand auch eine LPG Typ III.

## Dorfkirche
In Banzendorf gibt es zwei Baudenkmale, die Dorfkirche Banzendorf und die Grabstätte Degebrodt auf dem Friedhof.

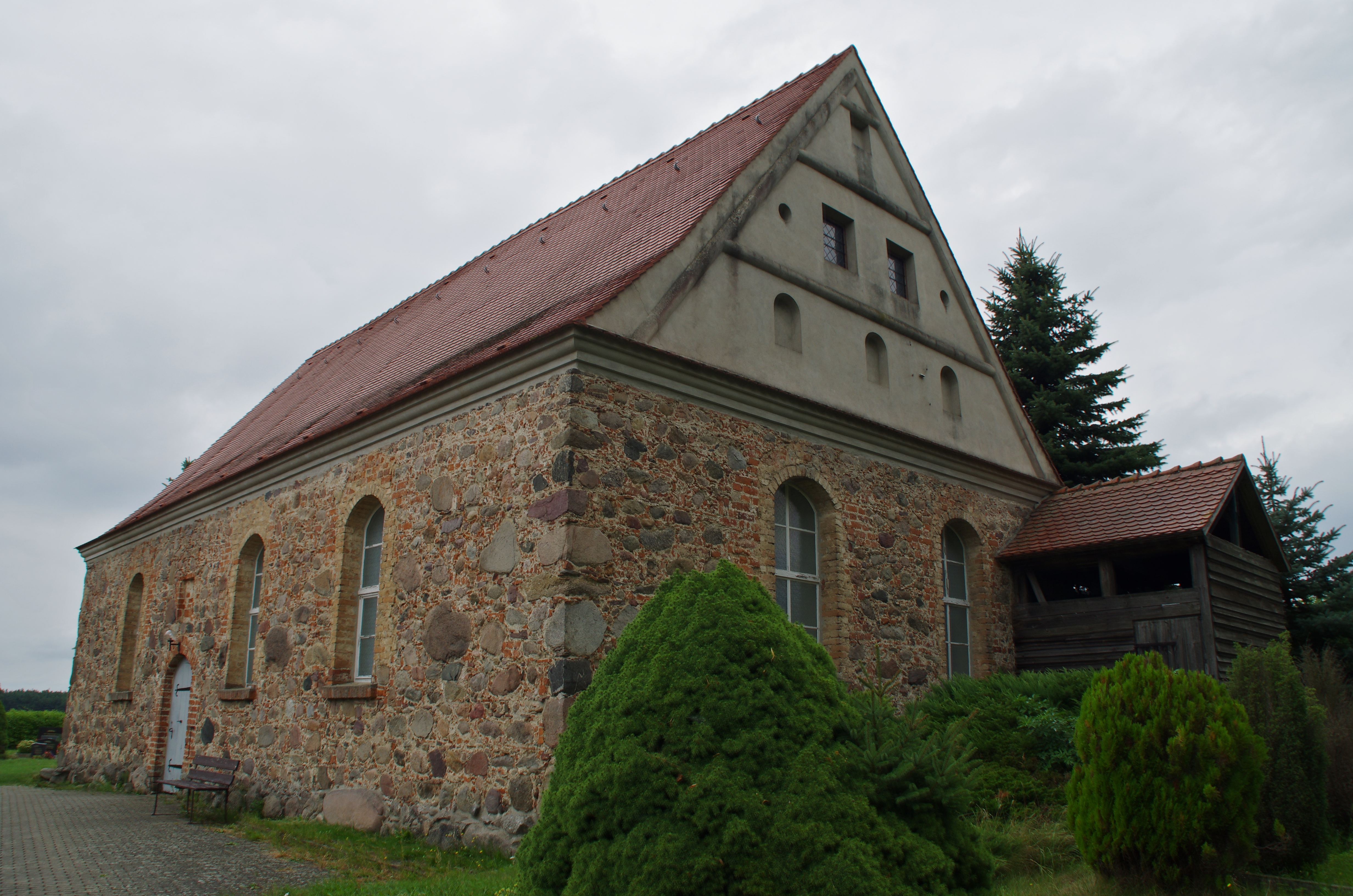
Dorfkirche

Dorfkirche: Die Dorfkirche wurde wahrscheinlich 1640 erbaut, das Jahr steht auf der Wetterfahne. Die Kirche ersetzte einen Vorgängerbau, von dem aber nichts bekannt ist. Es ist eine Saalkirche mit Satteldach. Der Turm aus dem 17. Jahrhundert wurde 1971 abgetragen. Im Inneren befindet sich ein Kanzelaltar aus dem Jahr 1718. Die Orgel wurde 1889 von Albert Hollenbach erbaut, es gibt Quellen, die Lütkemüller als Orgelbauer angeben.  
Grabstätte Degebrodt: Die Grabstätte entstand nach 1912. Sie befindet sich östlich der Kirche auf dem Kirchhof. Um die Grabstätte befindet sich ein Eisengitter im Jugendstil. Gegenüber dem Eingangstor befinden sich drei Gedenktafeln für Wilhelm, Friedrich und Fridericke Degebrodt. Die Degebrodt gehörten zu den wohlhabenden Landbesitzern in Banzendorf.